# Feltria appalachiana
Feltria appalachiana är en kvalsterart som beskrevs av Herbert Habeeb 1957. Feltria appalachiana ingår i släktet Feltria och familjen Feltriidae. Inga underarter finns listade i Catalogue of Life.